# Carrellificio Emiliano
Carrellificio Emiliano S.p.A. (CESAB) ist ein italienischer Hersteller von Fördertechnik, wurde durch seine Gabelstapler bekannt und gehört zur Toyota Industries Group.

## Geschichte
1942 wurde die Firma in Bologna gegründet und im gleichen Jahr durch die Familie Maccaferri übernommen. Die Geschäftstätigkeit beginnt 1948 mit der Produktion von Eisenbahn- und Fördertechnikprodukten. 1951 wird der erste Elektrostapler 1954 der erste Dieselstapler der Firma gefertigt.

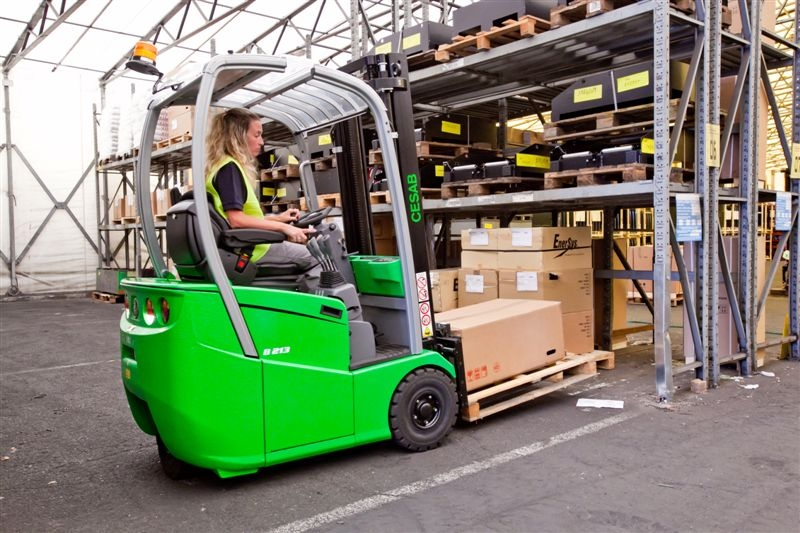
Elektrogabelstapler von CESAB; Typ B213

Der Vertrieb außerhalb Italiens beginnt 1958 in Belgien; ab 1968 werden auch Schlepper und Hochkommissionierer produziert. 1978 kommen Geländestapler dazu und Elektrostapler werden mit elektronischer Steuerung ausgeliefert.
1982 wird die CESAB Material Handling Deutschland GmbH 1992 die CESAB Ltd in Großbritannien gegründet. Im April 2000 wurde CESAB durch Toyota übernommen, blieb aber als eigenständige Marke mit Produktion und Vertrieb bestehen.
2006 fasste Toyota seine Aktivitäten bei Flurförderzeugen in der Toyota Material Handling Group (TMHG) zusammen. CESAB gehört damit zu einer Hersteller-Gruppe die weltweit Marktführer vor der deutschen Kion Group (Linde, Still etc.) ist.